# Myrna Vázquez
Myrna Leticia Vázquez Díaz (4 de febrero de 1935-17 de febrero de 1975) fue una actriz puertorriqueña de cine, teatro, radio y televisión. Más tarde se convirtió en una influyente activista comunitaria en el South End de Boston.

## Biografía
Nació en Cidra, en 1935, una de siete hermanos. Alrededor de 1945 la familia se mudó a Santurce. Desde niña mostró inclinación por las artes escénicas, utilizando una caja como plataforma y dando recitales para familiares y amigos.
Siendo todavía adolescente, perteneció al grupo de comedia de Ramón Rivero (conocido como «Diplo»). A través de su trabajo allí, entabló amistad con los compositores Sylvia Rexach y Amaury Veray. Estudió Teatro en la Universidad de Puerto Rico, donde participó activamente en el teatro universitario, y pasó a aparecer en muchas producciones profesionales. A los diecinueve años interpretó a Juanita en el estreno mundial de La carreta de René Marqués. También apareció en Mariana o el alba y Los soles truncos de Marqués; Doce paredes negras de Juan González-Bonilla; y Tiempo muerto de Manuel Méndez Ballester. En 1969 protagonizó el estreno de La Pasión según Antigona Pérez de Luis Rafael Sánchez, quien escribió el papel específicamente para ella.
En la década de 1960 cofundó el Teatro El Cemí junto a los actores Marcos Betancourt, Jacobo Morales y Elín Ortiz. Fundó la Cooperativa de Artes Teatrales (COOPARTE) a principios de los años 1970 y rescató un teatro en Villa Palmeras para uso de la organización. El Teatro COOPARTE ofreció clases de artes teatrales a jóvenes y organizó y fue sede del primer Festival de Teatro Latinoamericano. Ejerció como su presidenta durante más de cuatro años. También trabajó durante algún tiempo como profesora de teatro para los jóvenes de la comunidad de San José en Río Piedras.
Sufría de una enfermedad cardíaca congénita, estenosis aórtica, y tuvo una serie de cirugías a partir de sus veinte años. Pese al peligro médico, tuvo tres hijos con su marido, el actor Félix Monclova. Uno de sus hijos, René Monclova, se convirtió en actor; recibió el nombre de su padrino, René Marqués. Eugenio Monclova se convirtió en profesor de teatro y Héctor Iván Monclova en escritor.
En 1974 su matrimonio terminó. Se mudó a Boston en busca de empleo, dejando a dos de sus hijos con su madre y llevándose al tercero con ella a Boston. Según su hijo, la medida fue necesaria porque ella y Monclova habían sido puestos en una lista negra por su apoyo a la independencia de Puerto Rico. Mientras vivía en el South End de Boston, se casó con Héctor Colón Declet. También se unió a un grupo de activistas de la comunidad latina que, entre otras cosas, fundaron un refugio para mujeres. El refugio original era una casa de piedra rojiza en el South End que llevaba el nombre de otra de las fundadoras, Mary Lawson Foreman.
Aunque no vivió mucho tiempo en Boston, tuvo una influencia duradera en la comunidad del South End. Fue una activista carismática que ayudó a fundar el Centro para las Artes Villa Victoria, el componente artístico de Inquilinos Boricuas en Acción (IBA Boston) y el Festival Puertorriqueño anual.
Murió debido a su enfermedad cardíaca en 1975. Poco después, el grupo de activistas con el que había trabajado decidió nombrar su organización en su honor. En la actualidad, Casa Myrna incluye varios otros refugios en los vecindarios de South End y Dorchester, y opera un Programa de Vivienda de Transición, un Programa para Padres Adolescentes, un programa de vivienda para padres jóvenes y sus hijos, y SafeLink, la primera línea directa de violencia doméstica del estado.
Se la recuerda en el Boston Women's Heritage Trail. Su ciudad natal, Cidra, celebra cada febrero la Semana Myrna Vázquez. Una obra escrita en su honor, Myrna Vázquez: Reconócete de Laura Figueroa y Fátima Seda-Barletta, se presentó en el Centro Cultural de Cidra en 1979. Otro tributo teatral, Son Corazón / Heartstrung de Rosa Luisa Márquez, se estrenó en el Centro Cultural Jorge Hernández en Villa Victoria, Boston, en julio de 1995. El artista Antonio Martorell, que había conocido a Vázquez, construyó algunos accesorios elaborados para la obra, incluida una marioneta.